# Carlos Reinoso
Pour les articles homonymes, voir Reinoso (homonymie).
Carlos Enzo Reinoso Valdenegro (né le 7 mars 1946 à Santiago du Chili) est un ancien joueur et entraîneur de football chilien.

## Biographie
Il commence sa carrière pour le club de l'Audax Italiano. Au bout de quelques années, il attire l'œil de quelques recruteurs étrangers et part pour Mexico en 1970, où il signe pour le Club América, club avec qui il évolua pendant près d'une décennie. Pour sa sélection, Reinoso a en tout joué 34 matchs entre 1966 et 1977.
Durant les années 1980, après la retraite de Reinoso, il devient l'entraîneur de son ancien club de l'América à deux occasions. Il a entraîné de nombreux clubs durant sa carrière d'entraîneur, dont le Tecos UAG en 2006.
Il a récemment entraîné les Gallos Blancos de Querétaro lors de l'Apertura 2009, les sauvant de la relégation.
Reinoso entame sa troisième période en tant qu'entraîneur au Club América à partir du 26 janvier 2011, remplaçant Manuel Lapuente.

## Palmarès
| Saison | Club         | Titre                              |
| ------ | ------------ | ---------------------------------- |
| 1971   | Club América | Primera División Mexicana          |
| 1974   | Club América | Copa México                        |
| 1976   | Club América | Primera División Mexicana          |
| 1978   | Club América | Ligue des champions de la CONCACAF |
| 1978   | Club América | Copa Interamericana                |